# Список улиц Белгорода
В Белгороде за его многовековую историю появилось более 650 проспектов, площадей, набережных, улиц, переулков, проездов, шоссе.
Рядом с реками Везелка и Северский Донец расположены улицы, такие, как: Речная, Северо-Донецкая, Донецкая, Зареченская, Левобережная, Везельская.
Вблизи центра города находится Соборная площадь; проходят улицы Попова, Победы, Николая Чумичова; проспекты Славы, Гражданский; Свято-Троицкий бульвар; Театральный проезд.
Некоторые белгородские улицы названы в честь известных деятелей государства — Ватутина, Губкина, Щорса, Богдана Хмельницкого или науки Мичурина.
В сторону различных городов России и Украины направляются улицы: Сумская, Корочанская и Волчанская.
В настоящем списке в алфавитном порядке приведены все существующие аллеи, бульвары, набережные, переулки, площади, проезды, просеки, проспекты, тупики, улицы, шоссе города Белгорода (за исключением Проектируемых проездов).
| # А Б В Г Д Е Ё Ж З И К Л М Н О П Р С Т У Ф Х Ц Ч Ш Щ Э Ю Я |

## 0—9
- бульв. 1-го Салюта
- ул. 3-го Интернационала
- ул. 5-го Августа
- ул. 50-летия Белгородской области
- ул. 60 лет Октября
- ул. 8-го Марта
- ул. 89-й Стрелковой Дивизии

## А
- Александра Матросова улица
- Автодорожная улица
- Автодорожный 1-й переулок
- Автодорожный 2-й переулок
- Автодорожный 3-й переулок
- Автомобилистов проезд
- Академическая улица
- Александра Невского улица
- Анощенко улица
- Артема улица
- Архангельская улица
- Архиерейская улица
- Архитектурный переулок

## Б
- Банный переулок
- Бассейная улица
- Бассейный переулок
- Белгородская улица
- Белгородский проспект
- Белгородского полка улица
- Белинского улица
- Березовая улица
- Бирюзовый 1-й переулок
- Бирюзовый 2-й переулок
- Бирюзовый 3-й переулок
- Бирюзовый 4-й переулок
- Благодатная улица
- Богдана Хмельницкого проспект
- Буденного улица

## В
- Ватутина проспект
- Ватутина улица
- Везельская улица
- Везельский 1-й переулок
- Везельский 2-й переулок
- Веселая улица
- Весенняя улица
- Владимирский переулок
- Воеводский 1-й переулок
- Воеводский 2-й переулок
- Воеводский 3-й переулок
- Вокзальная площадь
- Вокзальная улица
- Вологодский переулок
- Володарского переулок
- Володарского улица
- Волчанская улица
- Волчанский 1-й переулок
- Волчанский 2-й переулок
- Волчанский 3-й переулок
- Волчанский 4-й переулок
- Волчанский 5-й переулок
- Вольный 1-й переулок
- Вольный 2-й переулок
- Вольный 3-й переулок
- Ворошилова улица
- Восточная улица
- Выгонная улица
- Высоцкого улица

## Г
- Гагарина улица
- Газовиков улица
- Гастелло переулок
- Гатчинский переулок
- Генерала Апанасенко переулок
- Генерала Апанасенко улица
- Генерала Лебедя улица
- Гоголя переулок
- Гоголя улица
- Голицына Н. Б. улица
- Горелика улица
- Горовца улица
- Горького улица
- Гостенская улица
- Гостенский переулок
- Гражданская улица
- Гражданский проспект
- Губкина улица

## Д
- Д. Бедного улица
- Дальний переулок
- Дальняя Комсомольская улица
- Дальняя Садовая улица
- Дальняя Тихая улица
- Дальняя улица
- Дачная улица
- Дегтярева улица
- Декабристов 1-й переулок
- Декабристов 2-й переулок
- Декабристов 3-й переулок
- Декабристов улица
- Депутатская улица
- Дзгоева улица
- Дзержинский переулок
- Дзержинского улица
- Добролюбова переулок
- Донецкая улица
- Донецкий 1-й переулок
- Донецкий 2-й переулок
- Дорожный переулок
- Драгунская улица
- Дружбы улица

## Е
- Есенина улица

## Ж
- Железнодорожная улица
- Железнякова улица
- Живописный переулок
- Житный 1-й переулок
- Жуковского улица

## З
- Заветная улица
- Заводской 1-й переулок
- Заводской 2-й переулок
- Заводской 3-й переулок
- Заводской 4-й переулок
- Заводской 5-й переулок
- Загородняя улица
- Закомарный переулок
- Западный переулок
- Зареченская улица
- Засечная улица
- Зелёная Поляна улица
- Зелёная улица
- Зелёный 1-й переулок
- Зелёный 2-й переулок
- Земский 1-й переулок
- Земский 2-й переулок
- Земский 3-й переулок

## И
- Извилистая улица
- Извилистый переулок
- Измайлова улица
- Им Анощенко Н. Д. улица
- Им Героя Советского Союза Хромых В. П. улица
- Им Героя СССР Орлова А. И. улица
- Им декабриста Каховского П. Г. переулок
- Им декабриста Пестеля П. И. переулок
- Им декабриста Раевского В. Ф. переулок
- Им декабриста Рылеева К. Ф. переулок
- Им Княгини Волковой улица
- Им Лиманского К. А. улица
- Им Ломакина Г. Я. переулок
- Им Ломакина Г. Я. улица
- Индустриальная улица
- Индустриальный 1-й переулок
- Индустриальный 2-й переулок
- Индустриальный 3-й переулок
- Индустриальный 4-й переулок
- Индустриальный 5-й переулок

## К
- К. Заслонова переулок
- К. Заслонова улица
- Казацкий переулок
- Калинина улица
- Карьерный 1-й переулок
- Карьерный 2-й переулок
- Кашарский 2-й переулок
- Кашарский проезд
- Кирпичная улица
- Кирпичный 1-й переулок
- Кирпичный 2-й переулок
- Кирпичный тупик
- Кленовая улица
- Ключевой 1-й переулок
- Ключевой 2-й переулок
- Ключевой 3-й переулок
- Князя Трубецкого улица
- Ковыльный 1-й переулок
- Ковыльный 2-й переулок
- Ковыльный 3-й переулок
- Ковыльный 4-й переулок
- Колхозная улица
- Кольцевая улица
- Кольцова улица
- Комарова переулок
- Комарова улица
- Коммунальная улица
- Комсомольская улица
- Комсомольский 1-й переулок
- Комсомольский 2-й переулок
- Конева улица
- Кооперативная улица
- Королева улица
- Короленко улица
- Корочанская улица
- Корочанский 1-й переулок
- Корочанский 2-й переулок
- Костюкова улица
- Котельщиков переулок
- Котельщиков улица
- Котлозаводская улица
- Котлозаводской 1-й переулок
- Котлозаводской 2-й переулок
- Котовского улица
- Красная улица
- Красноармейская улица
- Красноармейский 1-й переулок
- Красноармейский 2-й переулок
- Красноармейский 3-й переулок
- Красногвардейская улица
- Красносельская улица
- Красный переулок
- Красных Партизан улица
- Крупской улица
- Крылова улица
- Кузнецкий переулок
- Кузнечный тупик
- Куйбышева 1-й переулок
- Куйбышева 2-й переулок
- Куйбышева улица
- Купянская улица
- Купянский переулок
- Курская улица
- Кутузова 1-й переулок
- Кутузова 2-й переулок
- Кутузова 3-й переулок
- Кутузова 4-й переулок
- Кутузова улица

## Л
- Левобережная улица
- Лейтенанта Мишенина улица
- Лермонтова 1-й переулок
- Лермонтова 2-й переулок
- Лермонтова улица
- Лесная улица
- Лесной 1-й переулок
- Лесной 2-й переулок
- Лесной тупик
- Летний 1-й переулок
- Летний 2-й переулок
- Лиманского улица
- Лирический 1-й переулок
- Лирический 2-й переулок
- Лирический 3-й переулок
- Литвинова площадь
- Локомотивная улица
- Ломоносова улица
- Лопанский 1-й переулок
- Лопанский 2-й переулок
- Луговая улица
- Луначарского переулок
- Луначарского улица
- Лучевой 1-й переулок
- Лучевой 2-й переулок
- Лучевой 3-й переулок
- Лучевой 4-й переулок
- Лучевой 5-й переулок
- Лучевой 6-й переулок

## М
- Магистральная улица
- Магистральный 1-й переулок
- Магистральный 2-й переулок
- Магистральный 3-й переулок
- Магистральный 4-й переулок
- Майский 1-й переулок
- Майский 2-й переулок
- Майский 3-й переулок
- Макаренко переулок
- Макаренко улица
- Малый 1-й переулок
- Малый 2-й переулок
- Малый 3-й переулок
- Малый 4-й переулок
- Малый 5-й переулок
- Машковцева улица
- Маяковского улица
- Мелзавод 2 улица
- Меловая улица
- Менделеева улица
- Механизаторов улица
- Мечникова переулок
- Мечникова улица
- Мирная улица
- Мирный 1-й переулок
- Мирный 2-й переулок
- Мирный 3-й переулок
- Мирный 4-й переулок
- Михайловский проезд
- Михайловское шоссе
- Мичурина улица
- Мичуринский 1-й переулок
- Мичуринский 2-й переулок
- Мичуринский 3-й переулок
- Мокроусова улица
- Молодёжная улица
- Молодогвардейцев 1-й переулок
- Молодогвардейцев 2-й переулок
- Молодогвардейцев улица
- Морозова улица
- Муравская улица

## Н
- Н. Островского улица
- Набережная улица
- Нагорная улица
- Народный бульвар
- Некрасова улица
- Непроезжий 1-й переулок
- Непроезжий 2-й переулок
- Непроезжий 3-й переулок
- Никиты Лихарева улица
- Николая Платонова улица
- Николая Чумичова улица
- Новая улица
- Новоселов улица
- Новостроевский 1-й переулок
- Новостроевский 2-й переулок
- Новостроевский 3-й переулок
- Новостроевский 4-й переулок
- Новый 1-й переулок
- Новый 2-й переулок
- Новый 3-й переулок
- Новый 4-й переулок
- Новый 5-й переулок

## О
- Овражная улица
- Огородный 1-й переулок
- Огородный 2-й переулок
- Огородный 3-й переулок
- Озембловского улица
- Озерная улица
- Озерный переулок
- Окраинный 1-й переулок
- Окраинный 2-й переулок
- Окраинный 3-й переулок
- Окружной 1-й переулок
- Окружной 2-й переулок
- Октябрьская улица
- Окуджавы Б. Ш. улица
- Ореховый 1-й тупик
- Ореховый 2-й тупик
- Ореховый 3-й тупик
- Открытая улица
- Открытый 1-й переулок
- Открытый 2-й переулок
- Отрадная улица

## П
- Павлова переулок
- Павлова улица
- Павловский переулок
- Парковая улица
- Пейзажная улица
- Первомайская улица
- Первомайский 1-й переулок
- Первомайский 2-й переулок
- Песчаная улица
- Песчаный переулок
- Пионерская улица
- Пирогова улица
- Плеханова переулок
- Плеханова улица
- Победы улица
- Подгорная улица
- Подлесный 1-й переулок
- Подлесный 2-й переулок
- Подлесный 3-й переулок
- Покатаева улица
- Полевая улица
- Полянская улица
- Полянский 1-й переулок
- Полянский 2-й переулок
- Пономарева улица
- Попова переулок
- Попова улица
- Портовая улица
- Портовый 1-й переулок
- Портовый 2-й переулок
- Портовый 3-й переулок
- Портовый 4-й переулок
- Порубежный 1-й переулок
- Порубежный 2-й переулок
- Порубежный 3-й переулок
- Порубежный 4-й переулок
- Почтовая улица
- Почтовый 1-й переулок
- Почтовый 2-й переулок
- Почтовый 3-й переулок
- Почтовый 4-й переулок
- Поэтический 1-й переулок
- Поэтический 2-й переулок
- Поэтический 3-й переулок
- Поэтический 4-й переулок
- Преображенская улица
- Привольная улица
- Пригородный переулок
- Пригородняя улица
- Придорожный 1-й переулок
- Придорожный 2-й переулок
- Производственная улица
- Пролетарская улица
- Промышленная улица
- Промышленный проезд
- Просторная улица
- Просторный 2-й переулок
- Просторный переулок
- Пугачева улица
- Пушкарная улица
- Пушкина переулок
- Пушкина улица

## Р
- Р. Люксембург улица
- Рабочая улица
- Рабочий переулок
- Радиальная улица
- Радищева улица
- Радужная улица
- Раздобаркина улица
- Раздольная улица
- Разина переулок
- Разина улица
- Разуменская улица
- Рассветный 1-й переулок
- Рассветный 2-й переулок
- Рассветный 3-й переулок
- Рассветный 4-й переулок
- Рассветный 5-й переулок
- Репина улица
- Речная улица
- Речной переулок
- Родниковая улица

## С
- Садовая улица
- Садовый 2-й переулок
- Садовый проезд
- Самохвалова улица
- Светлая улица
- Свободная улица
- Свободный переулок
- Свободный проезд
- Свято-Троицкий бульвар
- Северная улица
- Северный 1-й переулок
- Северный 2-й переулок
- Северный 3-й переулок
- Северный 4-й переулок
- Северный 5-й переулок
- Северо-Донецкая улица
- Семашко улица
- Семёна Чайкина улица
- Серафимовича улица
- Сиреневая улица
- Славы проспект
- Славянская улица
- Слободской 1-й переулок
- Слободской 2-й переулок
- Слободской 3-й переулок
- Слободской 4-й переулок
- Слобожанский 1-й переулок
- Слобожанский 2-й переулок
- Соборная площадь
- Советская улица
- Советский переулок
- Совхозная улица
- Соколова переулок
- Соколова улица
- Солнечный 1-й переулок
- Солнечный 2-й переулок
- Солнечный 3-й переулок
- Солнечный 4-й переулок
- Солнечный 5-й переулок
- Соловьиный переулок
- Сосновая улица
- Сосновка улица
- Спортивная улица
- Старогородская улица
- Старогородский переулок
- Старокрепостная улица
- Степная улица
- Сторожевая улица
- Сторожевой переулок
- Стрелецкий 1-й переулок
- Стрелецкий 2-й переулок
- Стрелецкий 3-й переулок
- Студенческая улица
- Суздальский переулок
- Сумская улица
- Супруновская улица
- Супруновский 1-й переулок
- Супруновский 2-й переулок
- Супруновский 3-й переулок
- Супруновский 4-й переулок
- Супруновский 5-й переулок
- Супруновский 6-й переулок
- Сургутская улица
- Сургутский 1-й переулок
- Сургутский 2-й переулок
- Сургутский 3-й переулок
- Сургутский 4-й переулок
- Сургутский 5-й переулок

## Т
- Тавровская улица
- Тавровский тупик
- Танкистов переулок
- Танкистов улица
- Театральный проезд
- Тельмана улица
- Тенистый 1-й переулок
- Тенистый 2-й переулок
- Тенистый 3-й переулок
- Тимирязева улица
- Тихая улица
- Толстого улица
- Тополиная улица
- Тополиный 1-й переулок
- Тополиный 2-й переулок
- Тополиный 3-й переулок
- Тополиный 4-й переулок
- Транспортная улица
- Троицкий тупик
- Труда улица
- Трунова улица
- Тургенева улица

## У
- Узенькая улица
- Урицкого улица
- Урожайная улица
- Урожайный переулок
- Успенский 1-й переулок
- Успенский 2-й переулок

## Ф
- Фрунзе проезд
- Фрунзе улица

## Х
- Харьковская улица
- Харьковский переулок
- Хихлушки улица
- Холмогорский переулок

## Ц
- Цветочный переулок
- Центральная 1-я улица
- Центральная 2-я улица
- Центральный 1-й переулок
- Центральный 2-й переулок
- Циолковского улица

## Ч
- Чапаева переулок
- Чапаева улица
- Челюскинцев улица
- Черникова улица
- Черняховского переулок
- Черняховского улица
- Чефранова улица
- Чехова улица
- Чичерина улица
- Чкалова улица
- Чумичёва Николая улица

## Ш
- Шагаровский 1-й переулок
- Шагаровский 2-й переулок
- Шагаровский 3-й переулок
- Шагаровский 4-й переулок
- Шагаровский 5-й переулок
- Шагаровский тупик
- Шаландина улица
- Шевченко улица
- Шершнева улица
- Широкая улица
- Широкий 1-й переулок
- Широкий 2-й переулок
- Широкий тупик
- Шишкина улица
- Школьная улица
- Школьный 1-й переулок
- Школьный 2-й переулок
- Шоссейная 1-я улица
- Шоссейная 2-я улица
- Шоссейная 3-я улица
- Шумилова улица

## Щ
- Щепкина улица
- Щорса переулок
- Щорса улица

## Э
- Энгельса улица
- Энергетиков улица
- Энергомашевская улица

## Ю
- Юбилейная улица
- Юбилейный переулок
- Южная улица
- Южный 1-й переулок
- Южный 2-й переулок
- Южный 3-й переулок
- Юннатская улица
- Юности бульвар
- Юрьевский переулок